# 令人討厭的松子的一生 (電視劇)
《令人討厭的松子的一生》是改编自日本作家山田宗樹同名小说的電視劇，於2006年10月22日至12月21日每週四晚間十點在日本TBS頻道播出，由内山理名、要潤、小池榮子、北村一輝主演。

## 演員與角色
- 川尻松子：內山理名（幼年時代：村崎真彩）
- 龍洋一：要潤（少年時代：本鄉奏多）
- 澤村惠：小池榮子
- 岡野 : 谷原章介
- 川尻明日香：鈴木惠美

川尻松子的姪女。不知道松子的存在，帶著疑惑進行松子公寓的清掃。原作為姪子，名字為「笙」。
- 渡邊笙：小柳友

川尻明日香的男友。原作為女友，名字為「明日香」。
- 赤木研一郎：北村一輝

酒店「白夜」的前經理。
- 川尻恒造：鹽見三省
- 川尻千代：根岸季衣

松子的母親。原作的名字為「多恵」。現在生活在大野島。
- 川尻紀夫：尾上松也

松子的弟弟，川尻明日香的父親，從來沒有告訴她松子的事情。
- 川尻久美：渡邊夏菜（幼年時代：岩本千波）

松子的妹妹，自幼體弱多病，曾在松子的鋼琴演奏發表會上病倒。在明日香小時候就病逝了。
- 川尻悦子：矢澤心

紀夫的妻子。原作中這個角色並沒有名字。現在生活在大野島。